# ویلیام مینارد
ویلیام جان مینارد (به انگلیسی: William John Maynard) (زادهٔ ۱۸ مارس ۱۸۵۳ - درگذشته	۲ سپتامبر ۱۹۲۱) بازیکن فوتبال  اهل کشور انگلستان که سابقهٔ بازی در تیم ملی فوتبال انگلستان را در کارنامهٔ خود دارد. وی در تاریخ ۳۰ نوامبر ۱۸۷۲ نخستین بازی ملی خود را در مقابل تیم ملی فوتبال اسکاتلند انجام داد و با حضور در ۲ بازی ملی، در تاریخ ۴ مارس ۱۸۷۶ واپسین بازی ملی‌اش را در برابر تیم ملی فوتبال اسکاتلند برگزار کرد.